# ۱۳۱۶ (میلادی)
۱۳۱۶ (میلادی) هزار و سیصد  و شانزدهمین سال تقویم میلادی است.

## درگذشتگان
‎